# San Giovanni in Croce
San Giovanni in Croce – miejscowość i gmina we Włoszech, w regionie Lombardia, w prowincji Cremona.
Według danych na rok 2004 gminę zamieszkiwało 1539 osób, 96,2 os./km².